# Красничин (гмина)
Красничин (пол. Kraśniczyn) — сельская гмина (волость) в Польше, входит как административная единица в Красноставский повет, Люблинское воеводство. Население — 4383 человека (на 2004 год).

## Соседние гмины
1. Гмина Грабовец
2. Гмина Избица
3. Гмина Красныстав
4. Гмина Леснёвице
5. Гмина Скербешув
6. Гмина Сенница-Ружана
7. Гмина Войславице